# Pharrell Trainor
Pharrell Trainor (Australia, 20 de junio de 2006) es un futbolista de Samoa nacido en Australia que juega en la posición de delantero con el TSV Schott Mainz de la Regionalliga Süd.

## Carrera

### Club
| Periodo   | Club                    |
| --------- | ----------------------- |
| 2020-2021 | Charlestown Azzurri     |
| 2021–2022 | Valentine FC            |
| 2022–2023 | Newcastle Jets FC Youth |
| 2023–2024 | Viktoria 06 Griesheim   |
| 2024–     | TSV Schott Mainz        |

### Selección nacional
Aunque nación en Australia, Trainor decidió representar a Samoa por ser el país de origen de su familia, la cual proviene de la villa de Magiagi Tai y es sobrino de Satiu Simativa Perese, Jefe de Justicia de Samoa. A nivel de selecciones menores jugó para Samoa en el Campeonato Sub-17 de la OFC 2023, donde fue el capitán de la selección y anotó cuatro goles en tres partidos.
Debutó con Samoa el 17 de noviembre de 2023 en la derrota por 0-1 ante Islas Salomón en los Juegos del Pacífico 2023. En el siguiente partido del torneo, Trainor anotó su primer gol internacional de penal en la victoria por 10–0 sobre Samoa Americana.

## Logros
- NSW League Three (1): 2022